# Radojda
Radojda (en macédonien Радожда) est un village du sud-ouest de la Macédoine du Nord, situé dans la municipalité de Struga. Le village comptait 808 habitants en 2002.
Radojda se trouve sur le lac d'Ohrid et c'est le dernier village macédonien avant la frontière de l'Albanie. Il est connu pour son église du XIIIe siècle.

## Démographie
Lors du recensement de 2002, le village comptait :
- Macédoniens : 806 ;
- Serbes : 1 ;
- autres : 1.